# Heliotropium sinuatum
Heliotropium sinuatum là loài thực vật có hoa trong họ Mồ hôi. Loài này được (Miers) I.M.Johnst. mô tả khoa học đầu tiên năm 1928.